# Slippery When Wet
Slippery When Wet is het derde studioalbum van de Amerikaanse rockband Bon Jovi. Het is het meestverkochte album van de band met ruim 12 miljoen verkochte exemplaren in de Verenigde Staten en 25 miljoen wereldwijd. Het was het meestverkochte album in 1987 volgens Billboard. Vandaag de dag staat het in de boeken als een van de zes meestverkochte hardrockalbums. Het bracht twee #1 singles voort: "You Give Love a Bad Name" en "Livin' on a Prayer". De derde single, "Wanted Dead or Alive", behaalde een #7 notering in de Billboard Hot 100. De vierde single, "Never Say Goodbye" behaalde een #28 notering. Het album stond 8 weken op #1 in de Billboard 200, het record voor een hardrockalbum.

## Tracklist
1. "Let It Rock" (Bon Jovi, Sambora) - 5:25
2. "You Give Love a Bad Name" (Bon Jovi, Sambora, Child) - 3:44
3. "Livin' on a Prayer" (Bon Jovi, Sambora, Child) - 4:09
4. "Social Disease" (Bon Jovi, Sambora) - 4:18
5. "Wanted Dead or Alive" (Bon Jovi, Sambora) - 5:08
6. "Raise Your Hands" (Bon Jovi, Sambora) - 4:16
7. "Without Love" (Bon Jovi, Sambora, Child) - 3:30
8. "I'd Die for You" (Bon Jovi, Sambora) - 4:30
9. "Never Say Goodbye" (Bon Jovi, Sambora) - 4:48
10. "Wild in the Streets" (Bon Jovi) - 3:54

## Singles
1. "You Give Love a Bad Name"
2. "Livin' on a Prayer"
3. "Wanted Dead or Alive"
4. "Never Say Goodbye"

### Hitlijsten
| Jaar | Single                     | Chart                  | Plaats |
| ---- | -------------------------- | ---------------------- | ------ |
| 1986 | "You Give Love a Bad Name" | Nederlandse Top 40     | 5      |
| 1986 | "You Give Love a Bad Name" | The Billboard Hot 100  | 1      |
| 1986 | "Wanted Dead or Alive"     | Mainstream Rock Tracks | 13     |
| 1986 | "You Give Love a Bad Name" | Mainstream Rock Tracks | 9      |
| 1986 | "You Give Love a Bad Name" | UK Singles Chart       | 14     |
| 1986 | "Livin' on a Prayer"       | Nederlandse Top 40     | 2      |
| 1986 | "Livin' on a Prayer"       | UK Singles Chart       | 4      |
| 1987 | "Livin' on a Prayer"       | The Billboard Hot 100  | 1      |
| 1987 | "Wanted Dead or Alive"     | UK Singles Chart       | 13     |
| 1987 | "Wanted Dead or Alive"     | Nederlandse Top 40     | 24     |
| 1987 | "Wanted Dead or Alive"     | The Billboard Hot 100  | 7      |
| 1987 | "Livin' on a Prayer"       | Mainstream Rock Tracks | 1      |
| 1987 | "Never Say Goodbye"        | Mainstream Rock Tracks | 11     |
| 1987 | "Never Say Goodbye"        | UK Singles Chart       | 21     |

## Musici
- Jon Bon Jovi - vocalen
- Richie Sambora - gitaar, achtergrondzang
- Alec John Such - basgitaar, achtergrondzang
- Tico Torres - drums
- David Bryan - keyboard, piano, synthesizer, achtergrondzang
- Bruce Fairbairn - percussie, hoorn, producer